# Johanne Dybwad (Skirennläuferin)
Johanne Dybwad (* 22. Oktober 1918 in Oslo; † 27. Januar 2011 ebenda) war eine norwegische Skirennläuferin.

## Biografie
Dybwad, genannt Hannemor, kam als Tochter eines angesehenen Osloer Anwalts zur Welt. Sie ist eine Enkelin der Schauspielerin Johanne Dybwad. Ihren ersten Slalom gewann sie 1933 im Alter von 14 Jahren. In den folgenden Jahren avancierte sie gemeinsam mit ihrer Schwester Stella im norwegischen Skisport, der sich zu dieser Zeit zu formieren begann, zu einer der bestimmenden Läuferinnen.
Bei den Olympischen Winterspielen in Garmisch-Partenkirchen, wo erstmals alpine Wettbewerbe auf dem Programm standen, war sie Mitglied der norwegischen Mannschaft und belegte in der Kombinationswertung Rang 7. Danach beendete sie ihre Sportlaufbahn, heiratete 1939 und wurde Mutter von vier Kindern. Ihre Tochter Kari Garmann war von 1989 bis 1993 Abgeordnete im norwegischen Parlament.

## Erfolge

### Olympische Spiele
- Garmisch-Partenkirchen 1936: 7. Kombination